# جورج جي. كروكر
جورج جي. كروكر هو سياسي أمريكي، ولد في 15 ديسمبر 1843 في بوسطن في الولايات المتحدة، وتوفي في 1913. نشط حزبياً في الحزب الجمهوري. وقد انتخب عضو مجلس نواب ماساتشوستس ‏.